# Paul Cosgrove
Paul James Cosgrove PC QC (* 30. Dezember 1934 in Thunder Bay, Ontario) ist ein kanadischer Jurist und Politiker der Liberalen Partei Kanadas, der einige Zeit Abgeordneter des Unterhauses, Minister sowie zwischen 1984 und 2009 Richter am Ontario Superior Court of Justice war.

## Leben
Nach dem Schulbesuch absolvierte Cosgrove ein Studium, das er mit einem Bachelor of Arts abschloss. Ein weiteres Studium der Rechtswissenschaften beendete er mit einem Bachelor of Laws (LL.B.) und nahm anschließend eine Tätigkeit als Rechtsanwalt auf.
Seine politische Laufbahn begann er in der Kommunalpolitik und war zwischen 1973 und 1978 Bürgermeister von Scarborough, des östlichsten Stadtteils von Toronto. Cosgrove kandidierte für die Liberale Partei sowohl bei einer Nachwahl am 16. Oktober 1978 als auch bei der Unterhauswahl vom 22. Mai 1979 jeweils erfolglos im Wahlkreis York-Scarborough für einen Sitz im Unterhaus. Bei der darauf folgenden Unterhauswahl am 18. Februar 1980 wurde er schließlich zum Abgeordneten gewählt und vertrat den Wahlkreis York-Scarborough bis zu seinem Mandatsverzicht am 9. Juli 1984 im Unterhaus. Während seiner Unterhauszugehörigkeit war er vom 14. April 1980 bis zum 9. Juli 1984 Co-Vorsitzender des Gemeinsamen Sonderausschusses des Parlaments von Kanada für die Reform des Senats.
Am 3. März 1980 wurde Cosgrove von Premierminister Pierre Trudeau in das 22. kanadische Kabinett berufen und übernahm in diesem bis zum 29. September 1982 das Amt des Minister für öffentliche Arbeiten. Zugleich war er vom 3. März 1980 bis zum 5. Oktober 1982 auch Minister mit der Verantwortung für die National Capital Commission sowie Minister mit der Verantwortung für die Kanadische Hypotheken- und Wohnungsbaugesellschaft (Canada Mortgage and Housing Corporation). Im Anschluss war er noch zwischen dem 30. September 1982 bis zum 11. August 1983 Staatsminister für Finanzen.
Nach seinem Ausscheiden aus dem Unterhaus wurde er am 9. Juli 1984 von Premierminister John Turner, der am 30. Juni 1984 Nachfolger Trudeaus geworden war, zum Richter am Ontario Superior Court of Justice ernannt. Dieses Richteramt bekleidete er bis zu seinem Rücktritt am 2. April 2009.
Seinem Rücktritt war ein mehrjähriger Streit über seiner richterliche Eignung aufgrund eines Mordverfahrens aus dem Jahr 2003 vorausgegangen. Der damals zuständige Generalstaatsanwalt Ontarios, Michael Bryant, warf Cosgrove vor, den Ruf des Richteramtes zu beschmutzen und den Staat zu verunglimpften. Dabei bekam er zunächst für sein damaliges Verhalten Recht und Unterstützung durch die Strafrechtskammer des Federal Court of Canada, während später die Berufungskammer des Federal Court of Canada gegen ihn entschied. Nachdem zunächst eine Kommission des Kanadischen Richterrates am 4. Dezember 2008 den damaligen Justizminister um Cosgraves Entlassung bitten wollte, forderte letztlich der gesamte Richterrat am 31. März 2009 die Absetzung von seinem Amt.